# Gardenia griffithii
Gardenia griffithii är en måreväxtart som beskrevs av Joseph Dalton Hooker. Gardenia griffithii ingår i släktet Gardenia och familjen måreväxter. Inga underarter finns listade i Catalogue of Life.